# Tom Relou
Tom Relou (Delft, 27 de gener de 1987) és un ciclista neerlandès que fou professional del 2006 fins al 2011.

## Palmarès
- 2009
  - Vencedor d'una etapa al Tour de Berlín